# Rickardita
La rickardita es un mineral de la clase de los minerales sulfuros. Fue descubierta en 1903 en una mina del condado de Gunnison, en el estado de Colorado (EE. UU.), siendo nombrada así en honor de Thomas Arthur Rickard, ingeniero de minas estadounidense.

## Características químicas
Es un telururo de cobre.

## Formación y yacimientos
Es un mineral de formación secundaria de origen hidrotermal de baja temperatura en las últimas etapas, en yacimientos de minerales con telurio.
Suele encontrarse asociado a otros minerales como: vulcanita, telurio, cameronita, petzita, sylvanita, berthierita, pirita, arsenopirita o bornita.